# 比什维莱尔 (上莱茵省)
比什维莱尔（法語：Buschwiller，发音：[byʃvilɛʁ] 或 [buʃvilɛʁ]；德语：Buschweiler；阿尔萨斯语：Büschwiller）是法国上莱茵省的一个市镇，位于该省东南部，属于米卢斯区和圣路易县（Saint-Louis）。该市镇总面积4.16平方公里，2009年时的人口为952人。

## 人口
比什维莱尔人口变化图示